# Politiker

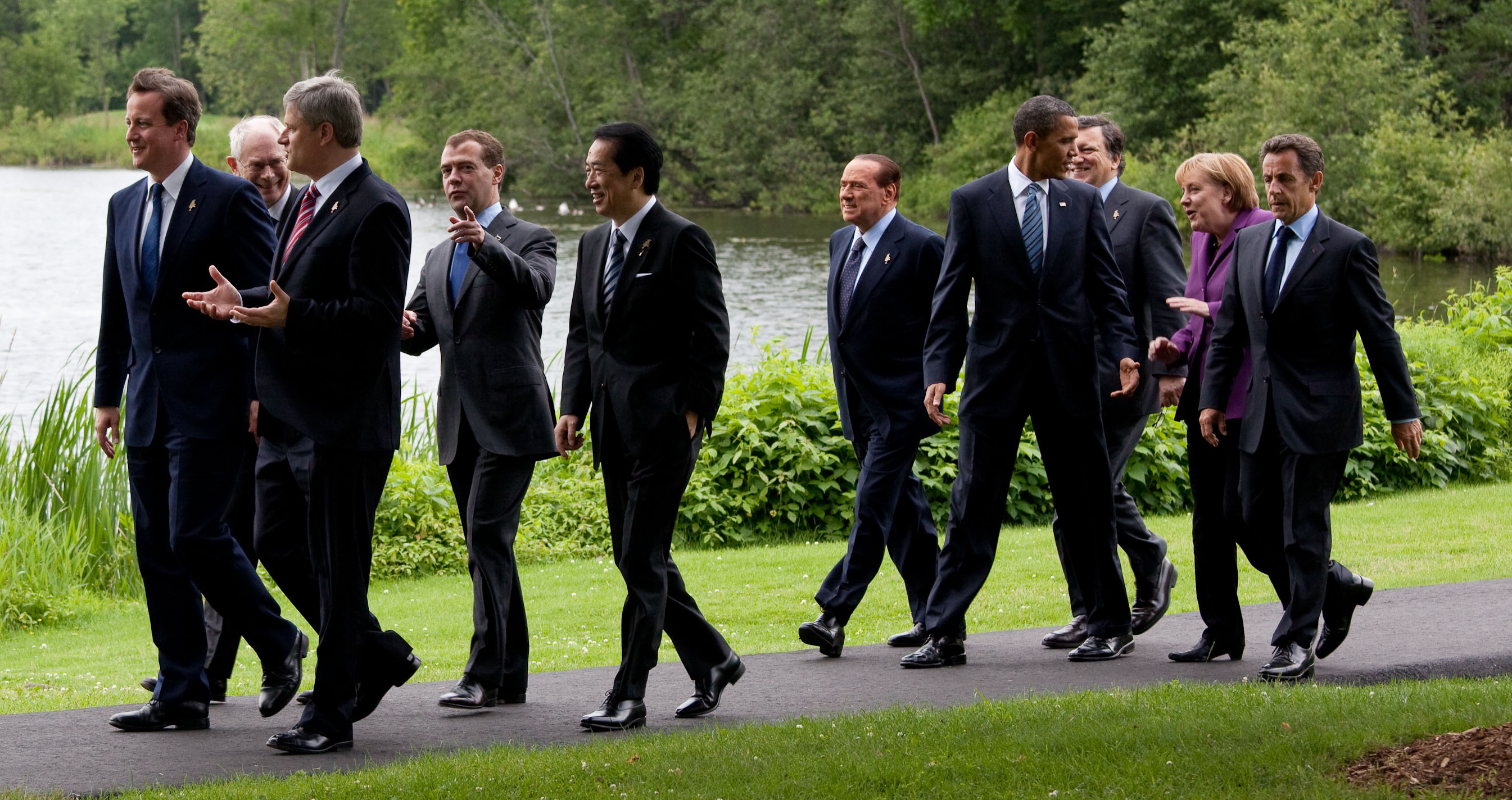
Ledare för G7-länderna, EU och Ryssland vid toppmöte i Kanada, 2010.

Eden i bollhuset i det inledande skedet till Franska revolutionen.

En politiker är en person som genom politisk åsiktsbildning utövar inflytande över offentligt beslutsfattande och maktutövning, eller en person som eftersträvar detta inflytande.
Politiker finns i alla typer av politiska system, såväl i demokratier, som enpartidiktaturer, eller auktoritära regimer som saknar politiska partier i vanlig bemärkelse. Politiker i maktställning kan således ha erövrat makten såväl genom allmänna val, som personliga utnämningar, revolutioner, statskupper, eller för den delen genom arv. I demokratiska flerpartisystem finns i praktiken alltid någon form av politisk opposition representerad i den lagstiftande församlingen, men även de utan någon form av representation eller något betydande inflytande är politiker, om de strävar efter att nå den politiska makten.
Företrädare för olika intresseorganisationer, PR-konsulter eller lobbyister anlitade av dessa, ledarskribenter eller företrädare för tankesmedjor, uppfattas vanligtvis inte som politiker trots att de kanske sysslar yrkesmässigt med åsiktsbildning. Inte heller offentliga ämbetsmän uppfattas som politiker, trots att de kan inneha betydande maktbefogenheter och även utöva inflytande på opinionen under vissa omständigheter, exempelvis som chefer för statliga ämbetsverk.
Att utöva någon av dessa roller och samtidigt agera som företrädare för ett politiskt parti skulle till och med kunna uppfattas som intresse- eller lojalitetskonflikter gentemot uppdragsgivarna, och är på det sättet också ovanligt. Däremot är det inte lika ovanligt att efter en avslutad politisk karriär finna före detta politiker i dessa närliggande sektorer, eller att politiska kandidater rekryteras därifrån likaväl som att detta sker från andra områden i samhället.
Ordet politiker kan härledas från gammalgrekiskans πολιτεια (politeía), πόλις (pólis), som betyder stadsförvaltning, stadsstat, statsskick eller "det som rör staten".

## Sverige

### Administrativa nivåer
Politiker är i Sverige verksamma på tre administrativa nivåer:
- Kommunpolitiker (politiker verksamma i primärkommuner)
- Landstingspolitiker (politiker verksamma i sekundärkommuner)
- Rikspolitiker (politiker verksamma i riksdagen och regeringen)

En fjärde nivå, regionen, diskuteras i den utredning som Mats Svegfors och Ansvarskommittén lade fram 2007, och skulle kunna placeras in som ersättare till en eller flera sekundärkommuner eller som en tertiärkommun. I dagsläget finns en försöksverksamhet där riksdagen beslutat att överföra ansvaret för regional utveckling i Skåne och Västra Götaland från staten (i form av respektive läns länsstyrelse) till Skåne läns landsting och Västra Götalands läns landsting. De båda bildar därigenom Region Skåne och Västra Götalandsregionen. Formellt väljs regionernas politiker till landstingsfullmäktige och landstingsstyrelsen, men i dagligt tal benämns de beslutande organen som regionfullmäktige, regionstyrelse, regionnämnd, regionberedning med mera. Det är därför även möjligt att tala om regionpolitiker.
Benämningen regionpolitiker är dock oklar i sin innebörd, då verksamheten i Skåne och Västra Götaland är en (mer eller mindre permanent) försöksverksamhet och det finns andra former av regionbildningar i Sverige. Exempel på det är Östsam och Region Värmland, två regionförbund där respektive läns landsting och kommuner gått samman för att samverka i utvecklingsfrågor. Regionförbunden träder inte in som en ny administrativ nivå och dess politiska ledning väljs i indirekta val av förbundsmedlemmarna. Likafullt kallar Östsam sitt högsta beslutande organ för regionfullmäktige och Region Värmlands främsta företrädare kallas regionråd (jämför kommunal- eller landstingsråd).

### Yrkespolitiker och fritidspolitiker
Det går att kategorisera politiker i två typer, yrkespolitiker och fritidspolitiker.
Yrkespolitiker har politik som sin huvudsakliga sysselsättning och får då också sin försörjning från sitt politiska uppdrag eller arbete. Bland valda yrkespolitiker finns exempelvis ministrar, riksdagsledamöter, landstingsråd och kommunalråd. Till yrkespolitiker räknar man ofta också så kallade politiska tjänstemän - personer som inte är valda men som är politiskt tillsatta tjänstemän i en offentlig förvaltning och som driver politiska frågor, till exempel statssekreterare och olika typer av politisk sekreterare. Till yrkespolitiker kan också räknas partifunktionärer som är anställda tjänstemän i en partiorganisation.
Inom kommunal- och landstingskommunal verksamhet är de allra flesta politikerna så kallade fritidspolitiker. En fritidspolitiker har sin huvudsakliga sysselsättning utanför politiken och sköter följaktligen de politiska uppdragen på sin fritid. Exempel på fritidspolitiska uppdrag är ledamot av kommunfullmäktige eller ledamot av en kommunal nämnd. Liksom för yrkespolitiker kan man skilja mellan politiker som väljs genom allmänna val eller genom fullmäktigebeslut och övriga politiker såsom lokala klubb- och föreningsordförande som väljs av sina medlemmar.